# Farstorps landskommun
Farstorps landskommun var en tidigare kommun i dåvarande Kristianstads län.

## Administrativ historik
Kommunen bildades i Farstorps socken i Västra Göinge härad i Skåne när 1862 års kommunalförordningar trädde i kraft.
Vid kommunreformen 1952 uppgick kommunen i Hästveda landskommun som 1974 uppgick i Hässleholms kommun.

## Politik

### Mandatfördelning i Farstorps landskommun 1938-1946
| 5 | 8 | 2 | 5 |

| 20 |

| 5 | 9 | 3 | 3 |

| 20 |

| 5 | 10 | 3 | 2 |

| 20 |